# Verein Sport Berlin
Der Verein Sport Berlin, kurz VSB, war ein um 1890 gegründeter früher Berliner Fußball- und Cricketclub.

## Geschichte
Der Verein Sport wurde zu Beginn der 1890er Jahre gegründet. Die Vereinsfarben waren weiß-hellblau, „Sport“ trat regelmäßig ganz in weiß mit hellblau-weiß breitgeringelter Mütze an.
Der Verein Sport spielte 1893/94 im Deutschen Fußball- und Cricket Bund (DFuCB) in der zweiten Klasse.
Die Heimspiele bestritt der Verein Sport auf dem Tempelhofer Feld.
1894 fusionierte der Verein Sport mit dem Excelsior-Cricket-Club Berlin zu Sport-Excelsior Friedenau, welcher einer der 86 Gründungsvereine des Deutschen Fußball-Bundes war.